# 里米尼金璽詔書

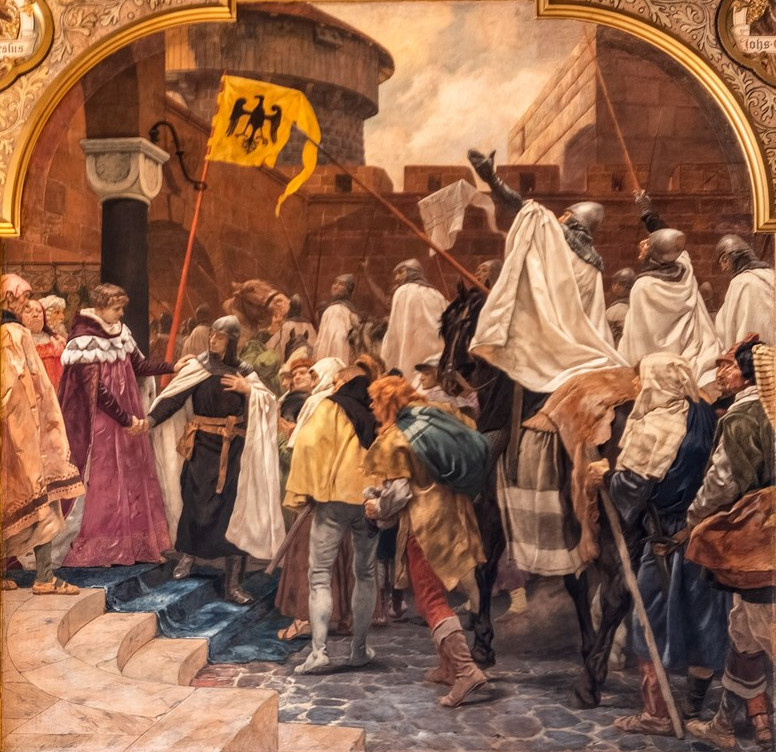
腓特烈二世准许骑士团进军普鲁士

里米尼金璽詔書（德語：Goldenen Bulle von Rimini），是神聖羅馬皇帝腓特烈二世于1226年3月在里米尼颁布的一项法令，授予并确认条顿骑士团在普鲁士的领土征服和收购的特权。根据波蘭历史学家托马斯·亚辛斯基的说法，該詔書的日期是追溯的，实际颁布年度是1235年。它代表了一系列三份文件中的第一份，包括1230年的克鲁施维茨条约和1234年教皇額我略九世頒布的列蒂金璽詔書。

## 背景
自1209年以来，皮亚斯特王朝的馬佐夫舍公爵康拉德一世参与了数次针对异教徒旧普鲁士人的军事行动。1217年，教皇霍诺里乌斯三世授权奥利瓦的主教克里斯蒂安将这些征服定名为普鲁士十字军东征。在1222/23年，康拉德试图征服维斯杜拉河以东库尔默地区的普鲁士领土。在他的波兰表兄弟萊謝克一世和大胡子亨里克一世的支持下，最初取得成功，但最终遭到了普鲁士人无情的反击，他們還越过边界侵入他在马佐夫舍的领土。由主教克里斯蒂安于1225年（或1228年）创立的多布林骑士团（Zakon Dobrzyński）缺乏足夠的力量和人数来成功遏制普鲁士人，因而很快被摧毁。普鲁士军队最终威胁到康拉德的馬佐夫舍公国完整性，袭击了他在普沃茨克城堡的住所。康拉德在1226年开始与条顿骑士团谈判，让他们加入他的部队并稳定局势。
条顿骑士团在大團長赫尔曼·冯·萨尔札的指挥下，自1211年以来一直在特兰西瓦尼亚的布岑兰地区作战。骑士团接受匈牙利国王安德鲁二世的要求前往匈牙利东部边境定居并稳定局勢，以保护當地免受库曼人的侵害。1225年在他们试图於匈牙利领土上建立一个仅服从於教皇奥诺里乌斯三世权威的自治修道院公国后，安德鲁二世驱逐了他們。隨後，在神圣罗马皇帝直接确认骑士团声称拥有的财产后，赫尔曼·冯·萨尔札只能等待出发前往普鲁士。

## 影響
這是德意志人軍事進入普魯士的開始，条顿骑士团在隨後的幾十年中將普魯士人同化，並且建立了強大的修道院國家——條頓騎士團國。該國後與勃蘭登堡侯國聯統，遂演化成了勃蘭登堡-普魯士以及後來的普魯士王國。